# Juelsminde Station
Juelsminde Station var en station i Juelsminde, Danmark, og lå på Horsens - Juelsminde Jernbanestrækning.
Stationen blev åbnet den 25. maj 1884 og lukket på den 30. september 1957.
|  | Denne artikel om en bygning eller et bygningsværk kan blive bedre, hvis der indsættes et (bedre) billede. Du kan hjælpe ved at afsøge Wikimedia Commons for et passende billede eller lægge et op på Wikimedia Commons med en af de tilladte licenser og indsætte det i artiklen. |

55°42′45″N 10°00′51″Ø / 55.7126°N 10.0143°Ø